# Rudolf Leiding

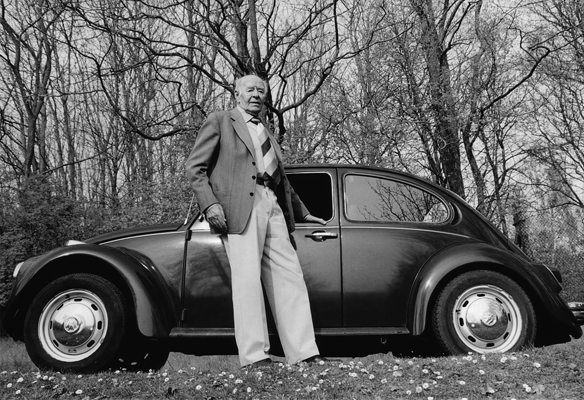
Rudolf Leiding

Rudolf Leiding (* 4. September 1914 in Busch in der Altmark; † 3. September 2003 in Baunatal) war von 1971 bis 1975 Vorstandsvorsitzender der Volkswagenwerk AG.
Der gelernte Kfz-Mechaniker begann seine Karriere 1945 als Kfz-Sachverständiger im Volkswagenwerk Wolfsburg, wo er für die Reparaturen von Armee-Fahrzeugen verantwortlich war. Von 1958 bis 1965 war Leiding Werksleiter des Volkswagenwerkes Kassel. Im Anschluss wurde er Vorsitzender der Geschäftsführung der Auto Union GmbH in Ingolstadt, wo er den erfolgreichen Audi 100 entwickeln ließ. 1968 verließ er die Auto Union, um den Vorsitz von Volkswagen do Brasil zu übernehmen. In Brasilien ließ Leiding unter anderem den VW SP2 entwickeln und sorgte innerhalb von drei Jahren für eine Produktionssteigerung um 50 Prozent.
Am 1. April 1971 trat Leiding als Vorstandsvorsitzender der Audi NSU Auto Union AG die Nachfolge von Gerd Stieler von Heydekampf an. Nur sechs Monate später übernahm er am 1. Oktober 1971 von Kurt Lotz den Vorstandsvorsitz von VW in Wolfsburg. Noch keine drei Wochen im Amt, stoppte er wegen zu hoher Produktionskosten den vor der Serieneinführung stehenden Käfer-Nachfolger EA 266 – einen von Ferdinand Piëch bei Porsche konzipierten Mittelmotorwagen. Damit erwiesen sich über drei Jahre Entwicklungsarbeit als hinfällig, und Leiding setzte die Entwicklung neuer Modelle durch. Unter Leidings Führung wurden erfolglose Modelle wie der VW Typ 4 und der VW 1600 abgesetzt und das Modellprogramm mit den VW-Modellen Passat (1973), Scirocco (Frühjahr 1974), Golf (Herbst 1974), Polo (1975) und den beiden Audi-Modellen Audi 80 (1972) und Audi 50 (1974) ausgebaut. Der Erfolg dieses Kraftaktes – die Entwicklung sechs neuer Modelle innerhalb weniger Jahre – zeigte sich aber erst in den Folgejahren nach Leidings Abschied.
Um die Jahreswende 1974/75 erreichten die Verluste bei VW die Höhe von 807 Millionen DM, zum Teil begründet durch die Entwicklungskosten der neuen Modelle, andererseits sorgte die erste Ölkrise für Kaufzurückhaltung. Dennoch plante Leiding den Bau einer Fabrik in den USA, was bei der Arbeitnehmervertretung von VW auf Widerstand stieß. Leiding schied Anfang 1975 aus dem Unternehmen aus – sein Nachfolger wurde Toni Schmücker.
Rudolf Leiding war Ehrenbürger der Stadt São Paulo und Träger des Bayerischen Verdienstordens. 1976 wurde ihm die Ehrendoktorwürde (Dr.-Ing. E. h.) der TU Berlin verliehen. Die Zufahrtsstraße zum VW-Werk Baunatal bei Kassel wurde 2002 in Dr.-Rudolf-Leiding-Platz umbenannt.